# Claus Lembek
Claus Lembek (2. september 1929 på Frederiksberg – 24. oktober 2010) var en dansk operasanger (bas). Han blev optaget på Det kongelige Teaters operaskole i 1955 og debuterede i La Boheme i 1959. Blandt hans øvrige roller kan nævnes Rocco i Fidelio, Kong Filip i Don Carlos, Truffaldino i Ariadne på Naxos, Sarastro i Tryllefløjten, Leporello i Don Giovanni, Don Bartolo i Figaros Bryllup, Jeronimus i Maskarade, Pimen i Boris Godunov, Ramfis i Aida og Dulcamara i Elskovsdrikken. I de senere år arbejdede han for Den Jyske Opera, Vestsjællands Musikteater, Riddersalen og Betty Nansen Teatret. Desuden medvirkede han i film- og teaterforestillinger og forestod en række nyoversættelser af opera- og operettetekster. Han var gift to gange, senest med skuespillerinden Fritze Hedemann og er far til operasangerinden Tina Kiberg.